# Gran Muralla de Sorra
La Gran Muralla de Sorra (en xinès: 沙長城; en anglès: Great wall of sand) és el nom comú donat a una sèrie de projectes de recuperació de terres duta a terme pel govern xinès des de 2014 al Mar de la Xina Meridional, en particular a les illes Paracel i al grup de les illes Spratly, amb la finalitat d'enfortir les reivindicacions territorials xineses a la regió delimitada per "la línia de nou punts".

## Història
Les illes artificials han estat creades pel dragatge de sorra sobre els esculls de coral, per aixecar illes artificials on després s'hi construeixen estructures permanents, com pistes d'aterratge. La Xina afirma que la construcció és per "millorar el funcionament i les condicions de vida de les persones estacionades en aquestes illes", i que, "la Xina té l'objectiu de proporcionar refugi, ajuda en la navegació, pronòstics del temps i l'assistència de la pesca als vaixells de diversos països que passen pel mar.
Analistes de defensa afirmen que es tracta d'una "campanya metòdica i ben planificada per crear una cadena de fortaleses capaces de transport aeri i marítim". Aquestes instal·lacions militars inclouen "parets en el mar i ports d'aigua profunda, casernes i sobretot pistes a tres de les "illes" recuperades: l'escull de Fiery Cross, l'escull Mischief i l'escull Subi. A més de les tensions geopolítiques, preocupa l'impacte ambiental sobre els fràgils ecosistemes d'esculls, per la destrucció de l'hàbitat, la contaminació i la interrupció de les rutes de migració.
No hi ha un terme oficial conegut pels projectes, la frase "gran muralla de sorra" va ser utilitzat per primera vegada per Harry Harris al març de 2015, llavors comandant de la Flota del Pacífic dels Estats Units. D'acord amb Harris, a principis de 2015 més de 4 quilòmetres quadrats (1,5 milles quadrades) de noves terres havia estat creada. El govern vietnamita també està duent a terme operacions similars.